# Marcollin
Marcollin est une commune française située dans le département de l'Isère en région Auvergne-Rhône-Alpes.
Historiquement rattachée à la province royale du dauphiné, le territoire de la commune de Marcollin se positionne dans le sud-est de la France à l'est de la vallée du Rhône, dans le territoire de Bièvre-Valloire qui est un des treize territoires de l'Isère.
Les habitants de Marcollin sont dénommés les Marcolinnois.

## Géographie

### Situation et description
Marcollin est un petit village du sud-est de la France, positionné à l'ouest du département de l'Isère, en limite avec le département de la Drôme. Les villes les plus proches sont Vienne, Valence et Beaurepaire. Le plateau de Chambaran marque la limite sud de son territoire.

### Climat
Pour des articles plus généraux, voir Climat d'Auvergne-Rhône-Alpes et Climat de l'Isère.
En 2010, le climat de la commune est de type climat océanique altéré, selon une étude du Centre national de la recherche scientifique s'appuyant sur une série de données couvrant la période 1971-2000. En 2020, Météo-France publie une typologie des climats de la France métropolitaine dans laquelle la commune est exposée à un climat de montagne ou de marges de montagne et est dans la région climatique  Moyenne vallée du Rhône, caractérisée par un bon ensoleillement en été (fraction d’insolation > 60 %), une forte amplitude thermique annuelle (4 à 20 °C), un air sec en toutes saisons, orageux en été, des vents forts (mistral), une pluviométrie élevée en automne (250 à 300 mm). 
Pour la période 1971-2000, la température annuelle moyenne est de 11,7 °C, avec une amplitude thermique annuelle de 17,8 °C. Le cumul annuel moyen de précipitations est de 947 mm, avec 9,1 jours de précipitations en janvier et 6 jours en juillet. Pour la période 1991-2020, la température moyenne annuelle observée sur la station météorologique de Météo-France la plus proche, « Grenoble-Saint-Geoirs », sur la commune de Saint-Étienne-de-Saint-Geoirs à 21 km à vol d'oiseau, est de 11,5 °C et le cumul annuel moyen de précipitations est de 915,1 mm,. Pour l'avenir, les paramètres climatiques de la commune estimés pour 2050 selon différents scénarios d'émission de gaz à effet de serre sont consultables sur un site dédié publié par Météo-France en novembre 2022.

### Voies de communication
Si le bourg est situé à l'écart des voies de grandes circulation, la partie septentrionale de la commune est traversée par la route départementale 73 (RD73) qui sert de déviation à la RD519 afin d'éviter la traversée de Beaurepaire.

## Urbanisme

### Typologie
Au 1er janvier 2024, Marcollin est catégorisée commune rurale à habitat dispersé, selon la nouvelle grille communale de densité à sept niveaux définie par l'Insee en 2022.
Elle est située hors unité urbaine. Par ailleurs la commune fait partie de l'aire d'attraction de Beaurepaire, dont elle est une commune de la couronne,. Cette aire, qui regroupe 10 communes, est catégorisée dans les aires de moins de 50 000 habitants,.

### Occupation des sols
L'occupation des sols de la commune, telle qu'elle ressort de la base de données européenne d’occupation biophysique des sols Corine Land Cover (CLC), est marquée par l'importance des territoires agricoles (76 % en 2018), en diminution par rapport à 1990 (80,6 %). La répartition détaillée en 2018 est la suivante : 
terres arables (66,6 %), forêts (17 %), zones agricoles hétérogènes (9,4 %), zones urbanisées (7 %). L'évolution de l’occupation des sols de la commune et de ses infrastructures peut être observée sur les différentes représentations cartographiques du territoire : la carte de Cassini (XVIIIe siècle), la carte d'état-major (1820-1866) et les cartes ou photos aériennes de l'IGN pour la période actuelle (1950 à aujourd'hui).

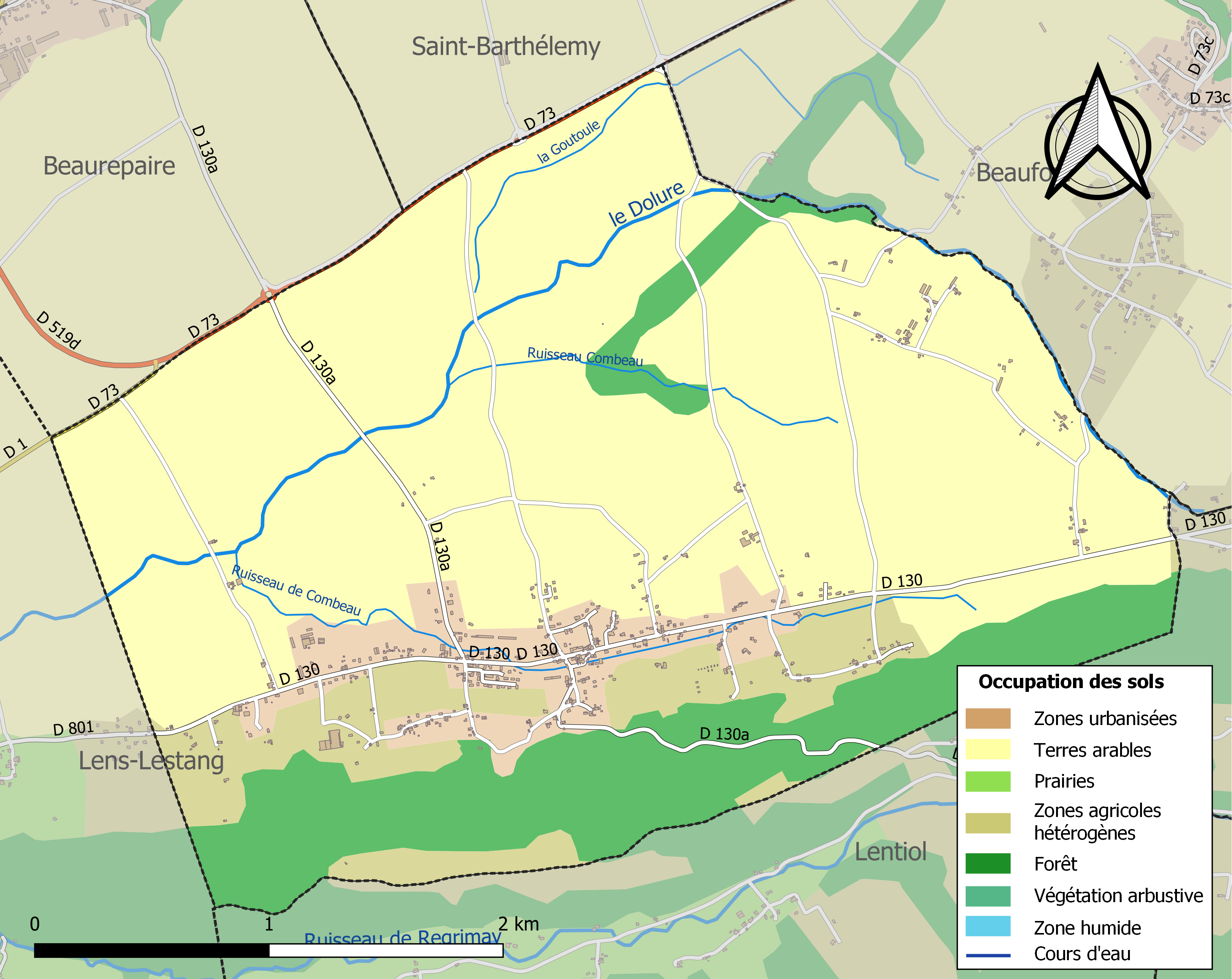
Carte des infrastructures et de l'occupation des sols de la commune en 2018 (CLC).

### Risques naturels et technologiques

#### Risques sismiques
L'ensemble du territoire de la commune de Marcollin est situé en zone de sismicité n°3 (sur une échelle de 1 à 5), comme la plupart des communes de son secteur géographique.
| Type de zone | Niveau            | Définitions (bâtiment à risque normal) |
| ------------ | ----------------- | -------------------------------------- |
| Zone 3       | Sismicité modérée | accélération = 1,1 m/s2                |

## Histoire

### Moyen Âge et Temps Modernes
Durant l'époque médiévale, le village dénommé « Malcolinum », se développe sur la colline au pied d'un château et de sa chapelle dédiée à Saint-Cyrice. Au fil du temps, les contraintes géographiques entraînent le déplacement du bourg en direction de la vallée et l’abandon du site originel où se positionne encore le cimetière communal.

## Politique et administration

### Liste des maires
| Période                                  | Période  | Identité         | Étiquette | Qualité       |
| ---------------------------------------- | -------- | ---------------- | --------- | ------------- |
| avant 1995                               | ?        | Gilles Metay     | PS        |               |
| mars 2008                                | En cours | Christophe Barge | SE        | Fonctionnaire |
| Les données manquantes sont à compléter. |          |                  |           |               |

## Population et société

### Démographie
L'évolution du nombre d'habitants est connue à travers les recensements de la population effectués dans la commune depuis 1793. Pour les communes de moins de 10 000 habitants, une enquête de recensement portant sur toute la population est réalisée tous les cinq ans, les populations de référence des années intermédiaires étant quant à elles estimées par interpolation ou extrapolation. Pour la commune, le premier recensement exhaustif entrant dans le cadre du nouveau dispositif a été réalisé en 2005.

En 2022, la commune comptait 613 habitants, en évolution de −8,23 % par rapport à 2016 (Isère : +3,07 %, France hors Mayotte : +2,11 %).
| 1793 | 1800 | 1806 | 1821 | 1831 | 1836 | 1841 | 1846 | 1851 |
| ---- | ---- | ---- | ---- | ---- | ---- | ---- | ---- | ---- |
| 559  | 249  | 620  | 616  | 641  | 726  | 757  | 767  | 780  |

| 1856 | 1861 | 1866 | 1872 | 1876 | 1881 | 1886 | 1891 | 1896 |
| ---- | ---- | ---- | ---- | ---- | ---- | ---- | ---- | ---- |
| 803  | 720  | 667  | 617  | 628  | 608  | 652  | 632  | 634  |

| 1901 | 1906 | 1911 | 1921 | 1926 | 1931 | 1936 | 1946 | 1954 |
| ---- | ---- | ---- | ---- | ---- | ---- | ---- | ---- | ---- |
| 595  | 571  | 582  | 516  | 502  | 511  | 503  | 438  | 402  |

| 1962 | 1968 | 1975 | 1982 | 1990 | 1999 | 2005 | 2006 | 2010 |
| ---- | ---- | ---- | ---- | ---- | ---- | ---- | ---- | ---- |
| 413  | 402  | 404  | 411  | 476  | 466  | 576  | 593  | 629  |

| 2015 | 2020 | 2022 | - | - | - | - | - | - |
| ---- | ---- | ---- | - | - | - | - | - | - |
| 661  | 633  | 613  | - | - | - | - | - | - |

### Enseignement
La commune est rattachée à l'académie de Grenoble.

### Cultes
La communauté catholique de Marcollin et son église (propriété de la commune) relève de la paroisse Paroisse Saint Benoît du pays de Beaurepaire qui regroupe treize églises de la région. Cette paroisse dont le siège (maison paroissiale) se situe à Beaurepaire, est rattachée au Diocèse de Grenoble-Vienne.

## Culture et patrimoine

### Lieux et monuments
- Église paroissiale Saint-Laurent de Marcollin construite entre 1862 et 1864.

### Personnalités liées à la commune
- Henri Giraud (1920-1999), né et enterré à Marcollin[21], célèbre aviateur et pilote des montagnes

### Héraldique
|  | Marcollin possède des armoiries dont l'origine et le blasonnement exact ne sont pas disponibles. |